# Una canzone per 100.000
Una canzone per 100.000 è stato un quiz televisivo italiano condotto e ideato da Pupo, andato in onda dal 1º dicembre 2014 al 25 aprile 2015 sull'emittente televisiva Agon Channel Italia. Per un periodo il programma è andato in onda dalle 18:50 circa alle 20:00; poi dalle 18:00 alle 19:00. Il programma a causa di bassi ascolti è stato chiuso.

## Edizioni
| Edizione | Canale              | Inizio           | Fine           | Conduzione |
| -------- | ------------------- | ---------------- | -------------- | ---------- |
| 1ª       | Agon Channel Italia | 1º dicembre 2014 | 25 aprile 2015 | Pupo       |

## Meccanismo
Una canzone per 100.000 è un gioco a eliminazioni successive che mette in palio un montepremi giornaliero di 100.000 euro.
All'inizio del gioco i concorrenti sono cinque e quello che riuscirà a superare tutte le fasi avrà accesso al gioco finale, che consiste nell'indovinare il titolo di una canzone misteriosa. All'inizio del gioco il conduttore fornisce ai concorrenti un indizio iniziale (esempio: l'anno di pubblicazione) e in ogni fase del gioco sono nascosti ulteriori indizi. Sono previste le seguenti prove:
Parole parole parole
I concorrenti devono indovinare a quale cantante o canzone appartiene un verso; ogni risposta giusta farà aggiudicare un punto al concorrente, alla fine di questa fase chi avrà meno punti dovrà lasciare il gioco.
Il dizionario
I concorrenti devono indovinare quale parola è inclusa tra due parole esistenti sul dizionario, ogni 5 secondi verrà aggiunta una lettera che farà scalare il punteggio di uno, due, o tre punti, a seconda di quando il concorrente darà la risposta giusta.
Bufala o non bufala
I concorrenti devono indovinare se una notizia è falsa oppure no.
In ordine
I due concorrenti superstiti devono mettere in ordine una lista di nomi, paesi o cose in base alla domanda del conduttore in 100 secondi. Vince la sfida chi impiega meno tempo nel ricostruire la sequenza corretta.
La Canzone per 100.000
Il gioco finale che consiste nell'indovinare il titolo della canzone misteriosa, basandosi sugli indizi scoperti durante il gioco; ad ogni indizio utilizzato, il montepremi diminuisce.

## Prima settimana (di lancio)
Durante la prima settimana di messa in onda hanno partecipato al programma alcuni volti noti della televisione, tutti in qualche modo legati al mondo della musica, alcuni dei quali sono riusciti ad arrivare al gioco finale, senza tuttavia riuscire ad indovinare la canzone vincente: Walter Nudo, Manuela Villa, Enzo Paolo Turchi, Carmen Russo, Solange, Maria Teresa Ruta, Ana Laura Ribas, Sandro Giacobbe.